# エリン・フィッツジェラルド
エリン・フィッツジェラルド (Erin Fitzgerald、1972年9月21日 - ) は、カナダの声優。

## 出演作品

### テレビアニメ
- ダンガンロンパ3 -The End of 希望ヶ峰学園-（忌村静子）

### アニメ
- エド エッド エディ（ナズ / メイ・カンカー）
- ドラゴン・テイルズ（ウィンディ、プーキー、ホッピー）
- おちゃめな魔女サブリナ（マリッサ、ラモーナ）
- モンスター・ハイ（アビー・ボミナブル、スペクトラ・ヴォンダーガイスト、ロシェル・ゴイル、ワイダウナ・スパイダー、スカラ・スクリームス）
- ミラキュラス レディバグ&シャノワール（ジュレカ・クーフェン、ローズ・ラビアン）

### ゲーム
- ペルソナ5（一色若葉）
- ダンガンロンパ 希望の学園と絶望の高校生（江ノ島盾子、ジェノサイダー翔）
- スーパーダンガンロンパ2 さよなら絶望学園（江ノ島盾子）
- 絶対絶望少女 ダンガンロンパ Another Episode （ジェノサイダー翔、クロクマ）